# 決心/夢狩人
「決心／夢狩人」（けっしん／ゆめかりゅうど）は、1985年4月5日にリリースされた岩崎宏美の36枚目のシングル。

## 解説
- デビュー以来所属していた芸映プロダクションから独立して初めてのシングルであった。両A面シングルとしてリリースされ、2曲ともカメリアダイヤモンドのCMソングであった[1]。
- 両A面シングルのために、このレコードジャケットは「決心」をメインにしたデザインのものを表側に、「夢狩人」をメインにしたデザインのものを裏側にした二つ折り形式のジャケットになっている。
- TBSテレビ『ザ・ベストテン』では1985年5月30日に、実妹の岩崎良美とともに「今週のスポットライト」のコーナーに出演。先に良美が「タッチ」を歌唱後、宏美は「決心」を1番のみ歌唱した。
- 1985年末の「第36回NHK紅白歌合戦」で「決心」を歌唱披露した[2]。

## 収録曲
- 両楽曲共に、作曲：奥慶一

1. 決心
作詞：山川啓介／編曲：萩田光雄
2. 夢狩人
作詞：松井五郎／編曲：奥慶一